# Санта-Елена-Баланкан
Санта-Елена-Баланкан (ісп. Santa Elena) — руїни міста цивілізації мая в штаті Табаско (Мексика).

## Історія
Старовинна назва достеменно невідома, за однією з версій — Вак'ааб'. Поселення було засновано на початку VI ст. Водночас навколо нього утворилося царство Вабе' (інший варіант розшифрування назви Вабе'а). При цьому із самого початку потрапило у залежність від царства Йокіб-К'ін. У 518 році ахав Вабе', …-Чан-Ак, визнав залежність від Йокіба.
До середини VI століття перейшло на бік Канульського царства. У 599 році Нуун-Хіш-Лакам-Чаак, ахав Вабе' брав участь у коаліції на чолі із Канулєм проти Баакульського царства, в результаті чого було захоплено столицю останнього Лакам Ха. У 606 році війська Вабе' знову брали участь у поході проти Баакуля. Втім у 609 році Вабе' зазнало поразки й вимушено визнати зверхність баакульського ахава Ахен-Йо'ль-Мата. Але незабаром над Ваб'е було відновлено контроль Канульської держави. Разом з тим правителі міста та держави, незважаючи на політичні обставини, багато робили задля розбудови своєї столиці. Економічному піднесенню сприяло вигідне розташування на торговельних шляхах.
У середині VII ст. Вабе' було об'єктом боротьби між Канульським і Баакульським царствами. У 659 році війська ахава Вабе' Нуун-Ухоль-Чаака, що стояв на чолі коаліції царств-васалів Кануля, зазнала нищівної поразки від військ К'ініч-Ханааб-Пакаля I, царя Баакуля. У 660-х роках внаслідок перемог Йокібського царства над Баакульською державою, Вабе' стало васалом останнього.
У 787 році війська Вабе' зазнали поразки від царства Йокіб, у результаті чого ахав Вабе' визнав зверхність останнього. У 790-х роках під час посилення Па'чанського царства і занепаду Йокібської держави, царство Вабе' визнало зверхність першого.
Втім вже на початку VIII ст. почався занепад, остаточно місто було залишено у 2-й половині IX ст.

## Опис
Розташоване на лівому березі річки Сан-Педро-Мартир, у межах муніципального округу Баланкан, 95 км від міста Баланкан-де-Домінгес. Загальна площа становить близько 1200 га.
Архітектура відповідає стилю Паленке. Складається з 2 великих груп: власне Санта-Елени та Ресаки, відстань між якими становить 4 км. На площі городища виявлено 70 курганів. Тут є різьблені барельєфи, панелі, одвірки.
Площа акрополя Санта-Елени складає 6 га, Ресаки — 6,5 га. Неподалік від акрополя та площі Санта-Елени виявлено майданчик для гри у м'яч. Усі вони схожі на будови Паленке, частково відповідають стилю Усумасінти.
Більшість з 4 стел мають «династичний» або «військовий» зміст.

## Історія досліджень
Основні археологічні розкопки здійснювалися у 1970-х роках. Натепер є важливою туристичною пам'яткою. Знаходиться під опікою Інституту антропології та історії Мексики.